# Депетрис, Давид
Давид Альберто Депетрис (исп. David Alberto Depetris; родился 11 ноября 1988 года в Сан-Хорхе, Аргентина) — словацкий футболист аргентинского происхождения, нападающий словацкого клуба «Дукла».

## Клубная карьера
Депетрис начал профессиональную карьеру в клубе «Атлетико Рафаэла». Он провёл в команде два сезона, и после того, как появилась возможность уехать в Европу, Давид ею воспользовался. В 2007 году он подписал контракт со словацким клубом «Тренчин» из первой словацкой лиги. Два сезона Депетрис становился лучшим бомбардиром лиги забив 21 и 31 гол соответственно. В 2010 году Давид на правах аренды выступал за нидерландский «Алмере Сити» из Эрстедивизи. В 2011 году он помог команде выйти в элиту. 15 июля в матче против «Слована» он дебютировал в словацкой Суперлиге. В этом же поединке он забил свой первый гол в элите. В 2013 году Давид с 16 мячами стал лучшим бомбардиром словацкого первенства.
В 2013 году Депетрис покинул Словакию и подписал контракт с турецким «Ризеспором». 27 января в матче против «Адана Демирспора» он дебютировал в первой лиге Турции. 3 февраля в поединке против «Тавшанлы Линьитспора» Давид сделал «дубль», забив первые голы за новую команду. В том же году забив 6 голов в 13 матчах он помог клубу выйти в элиту. 26 августа в матче против «Трабзонспора» Депетрис дебютировал в турецкой Суперлиге.
В начале 2014 года Давид для получения игровой практики на правах аренды перешёл в чешскую «Сигму». 22 февраля в поединке против «Славии» он дебютировал в Синот лиге. В этом же матче он Депетрис сделал «дубль», забив первые голы за новую команду. Летом того же года Давид вновь был отдан в аренду, на этот раз его новой командой стала мексиканская «Монаркас Морелия». 9 августа в матче против «Тихуаны» он дебютировал в мексиканской Примере. В июле Давид стал обладателем Суперкубка Мексики в составе «Морелии». 17 августа в поединке против «Америки» Депетрис забил свой первый гол за «персиков». 4 февраля 2015 года в матче первого этапа Кубка Либертадорес против боливийского «Стронгеста» гол Давида принёс «Морелии» ничью.
Летом 2015 года он вернулся в Словакию, подписав контракт с трнавским «Спартаком». 13 сентября в поединке против своего бывшего клуба «Тренчин» Давид дебютировал за новую команду. В этом же матче Депетрис сделал дубль, забив свои первые голы за «Спартак». 16 апреля 2016 года в поединке против «Скалицы» он сделал хет-трик. По итогам сезоне Давид с 15 голами стал вторым бомбардиром чемпионата. Летом того же года он вернулся на историческую родину, став футболистом клуба «Уракан». Поиграв на правах аренды за «Олимпо» и «Атлетико Сармьенто», вернулся в Словакию.

## Международная карьера
Депетрис не был заигран за сборную Аргентины, поэтому после его бомбардирских успехов в составе «Тренчина», тренеры сборной Словакии Михал Хипп и Станислав Грига предложили Давиду получить словацкое гражданство. В марте 2013 года он получил паспорт гражданина Словакии. 14 августа того же года в товарищеском матче против сборной Румынии Депетрис дебютировал за сборную Словакии. Однако карьера в сборной Словакии ограничилась 2 матчами в 2013 году.

## Достижения

### Командные
«Спартак» Трнава
- Обладатель Кубка Словакии: 2018/19

### Личные
- Лучший бомбардир словацкой Суперлиги — 2012/2013